# Carrer Colom (Rubí)
Carrer Colom és un carrer del municipi de Rubí (Vallès Occidental) on hi ha un conjunt d'edificis que estan protegits com a bé cultural d'interès local.

## Conjunt protegit
El conjunt protegit és d'uns 18 habitatges, situats a les dues bandes del carrer Colom de planta baixa i un pis, i que s'estén al llarg d'uns 120 m. A la cantonada amb el carrer Josep Serra presenta una irregularitat, ja que l'habitatge és només en planta baixa i disposa d'un acroteri ondulat en tot el perímetre de la seva gran façana. La resta d'habitatges responen a un patró comú on es disposa l'obertura de l'accés en un extrem de la façana protegit pel balcó de l'obertura que es disposa en el pis superior.
A l'altre extrem de la façana es disposen l'accés a l'aparcament o bé finestres rectangulars sense motllures. El conjunt respon a la casa de cos amb una coberta inclinada a dues vessants i a un pati posterior, dins de l'estructura del parcel·lari habitual a Rubí, d'aproximadament 5 x 25 metres. Hi ha alteracions a les plantes baixes per col·locar garatges o comerços que alteren l'homogeneïtat del conjunt.